# Förvandlingens ring

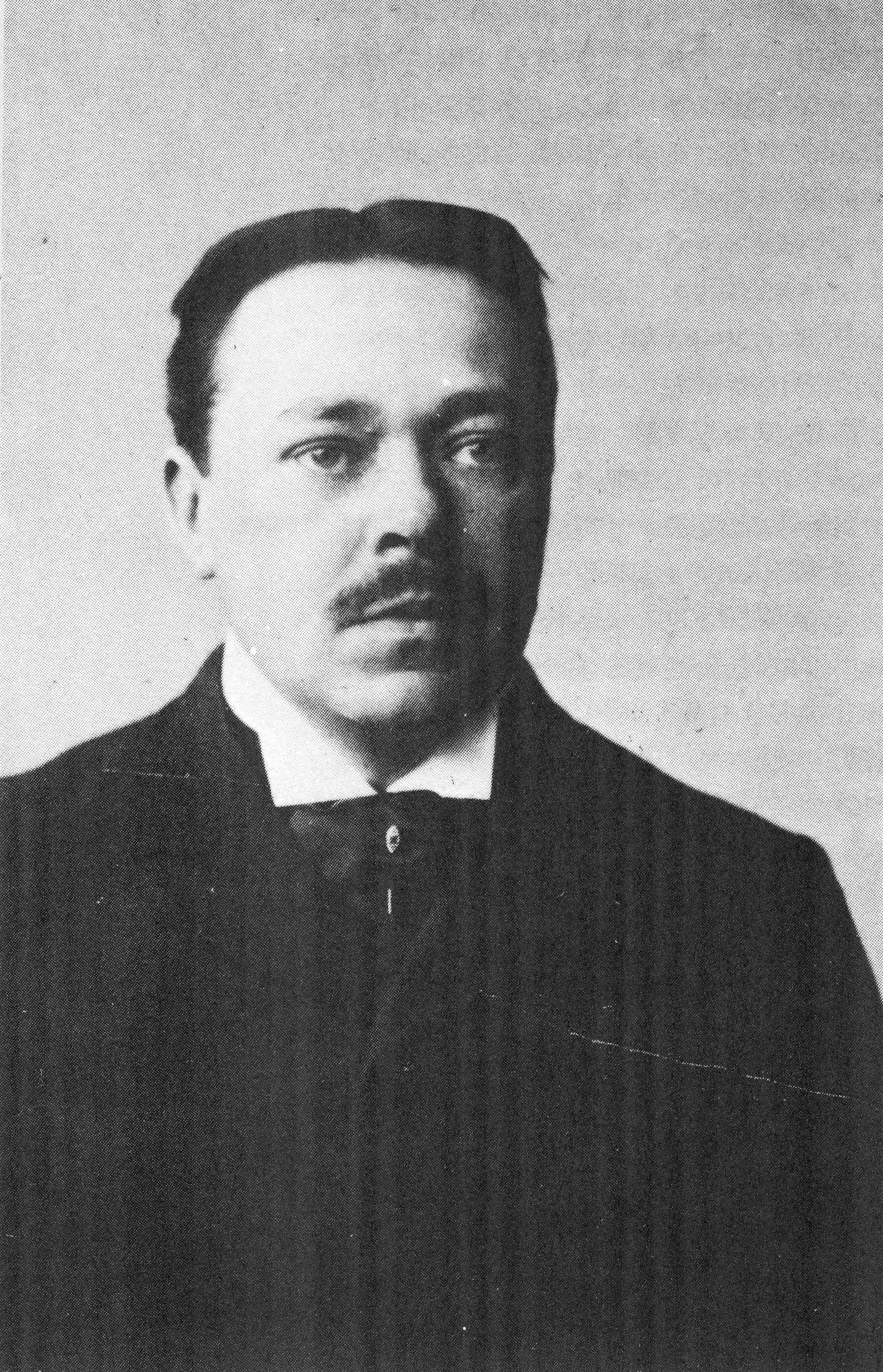
Foto av Hjalmar Söderberg från omkring 1910. Okänd fotograf.

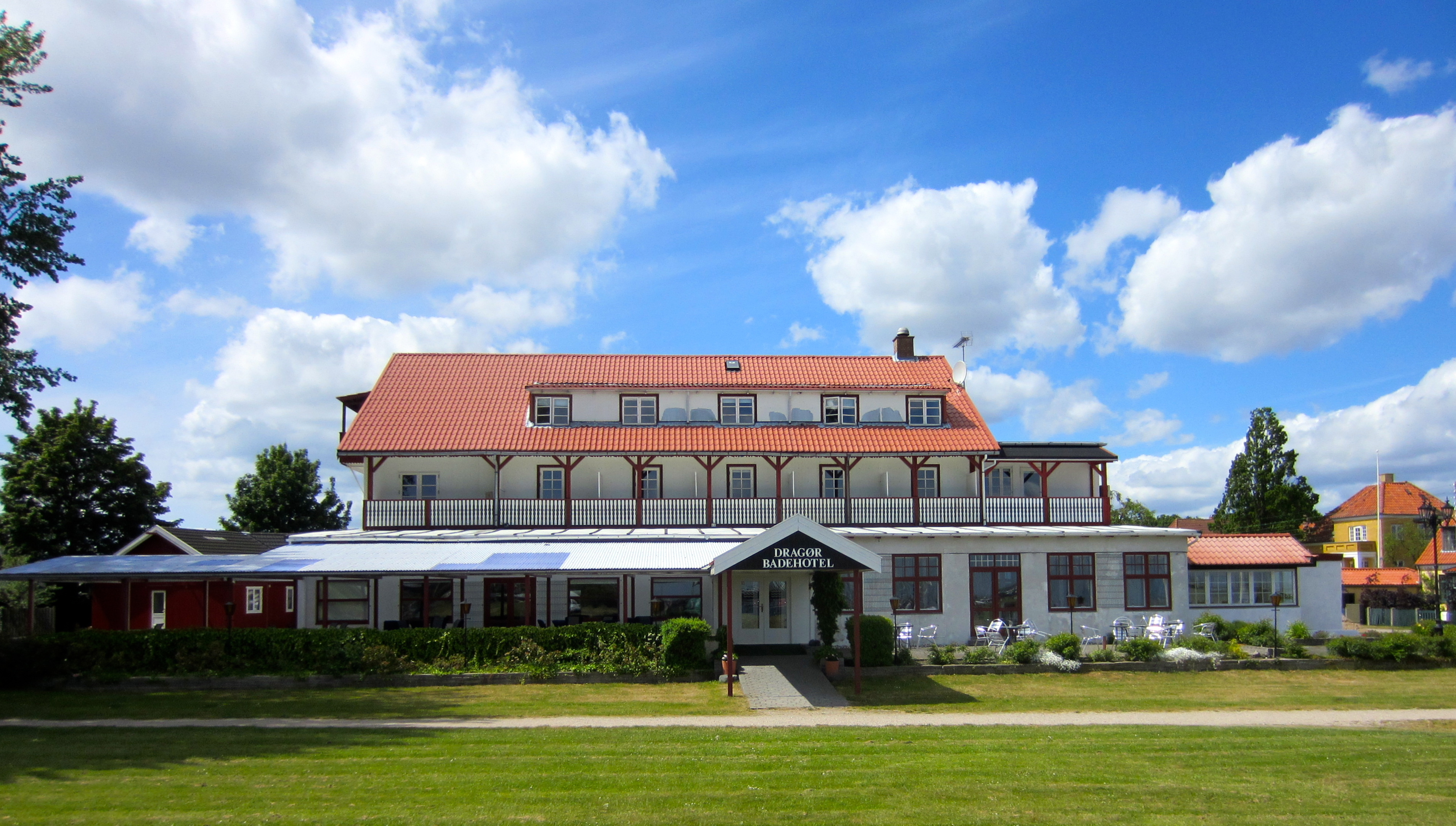
Dragør Badehotell. Foto från 2012.

Hjalmar Söderberg i Köpenhamn 1910, oljemålning av Herman Vedel. Målningen i Nationalmuseum är placerad på Gripsholms slott. - Lägg märke till de två grogglasen och den upphängda rocken vid väggen där Herman Bang suttit tidigare.

Förvandlingens ring eller Ringen med de vises sten är en ofullbordad roman av Hjalmar Söderberg. På Dragør Badehotell skrev Söderberg under sommaren och i början av hösten 1909 på tänkeboken Hjärtats oro. Han återkom sommaren 1910, för att skriva färdig romanen om Förvandlingens ring.
Verket publicerades i en förkortad version med endast tre kapitel först 1927 av Albert Bonniers Förlag i en festskrift till Hasse Zetterström på dennes femtioårsdag den 23 maj.
En längre version med fem kapitel – Ringen med de vises sten – publicerades 1963 i tidskriften Ord och Bild tillsammans med en kommentar av litteraturvetaren Sten Rein.

## Bakgrund och innehåll

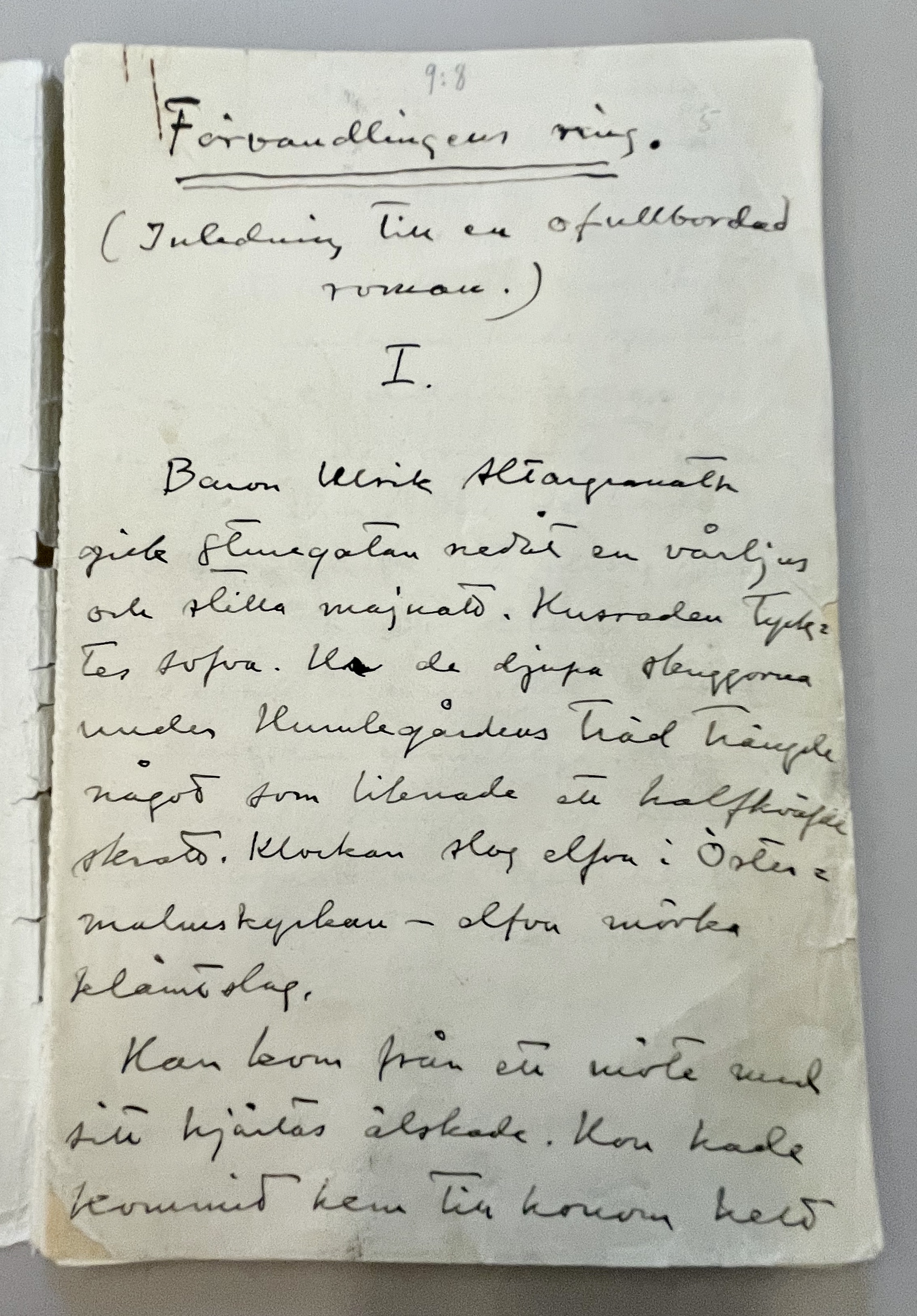
Förvandlingens ring, första sidan av manuskriptet. Original i Handskriftsavdelningen vid Göteborgs universitetsbibliotek.

I ett brev till förläggaren Karl Otto Bonnier beskrev Söderberg verket som sin “röfvarroman för den mognare ungdomen”. Berättelsen utforskar teman som kärlek, könsidentitet och till och med könsbyte, vilket ger en inblick i samtida strukturer i samhället. Istället för att ”göra guld” handlar romanen om hur man ska försöka lösa "världsgåtan". Romanen är ett unikt fragment i Söderbergs produktion och kännetecknas av en burlesk samtidssatir.
I inledningen till romanen ställer en av romanfigurerna, herr de Muckadell, en fråga till baron Altergranath:
| ”                            | Från vaggan till graven är människan dömd att se på livet antingen med mannens eller kvinnans ögon – alltid ensidigt, aldrig helt mänskligt! Jag vill ogärna förfalla till hädelse, men jag kan omöjligt avhålla mig från att här se en betänklig lucka i skaparens vishet. Hur mycket rikare skulle inte livet vara, om man kunde leva det både som man och kvinna – efter behag, alternativt! Och vilken rikedom på nya uppslag till lösningen av kvinnofrågan – som, säga vad man vill, hör till de mera svårlösta... Har ni aldrig önskat er en talisman, med vars hjälp ni när som helst kunde förvandla er till kvinna? Naturligtvis med reträtten öppen – naturligtvis. | „ |
| – Förvandlingens ring (1910) | |   |

## Kommentarer

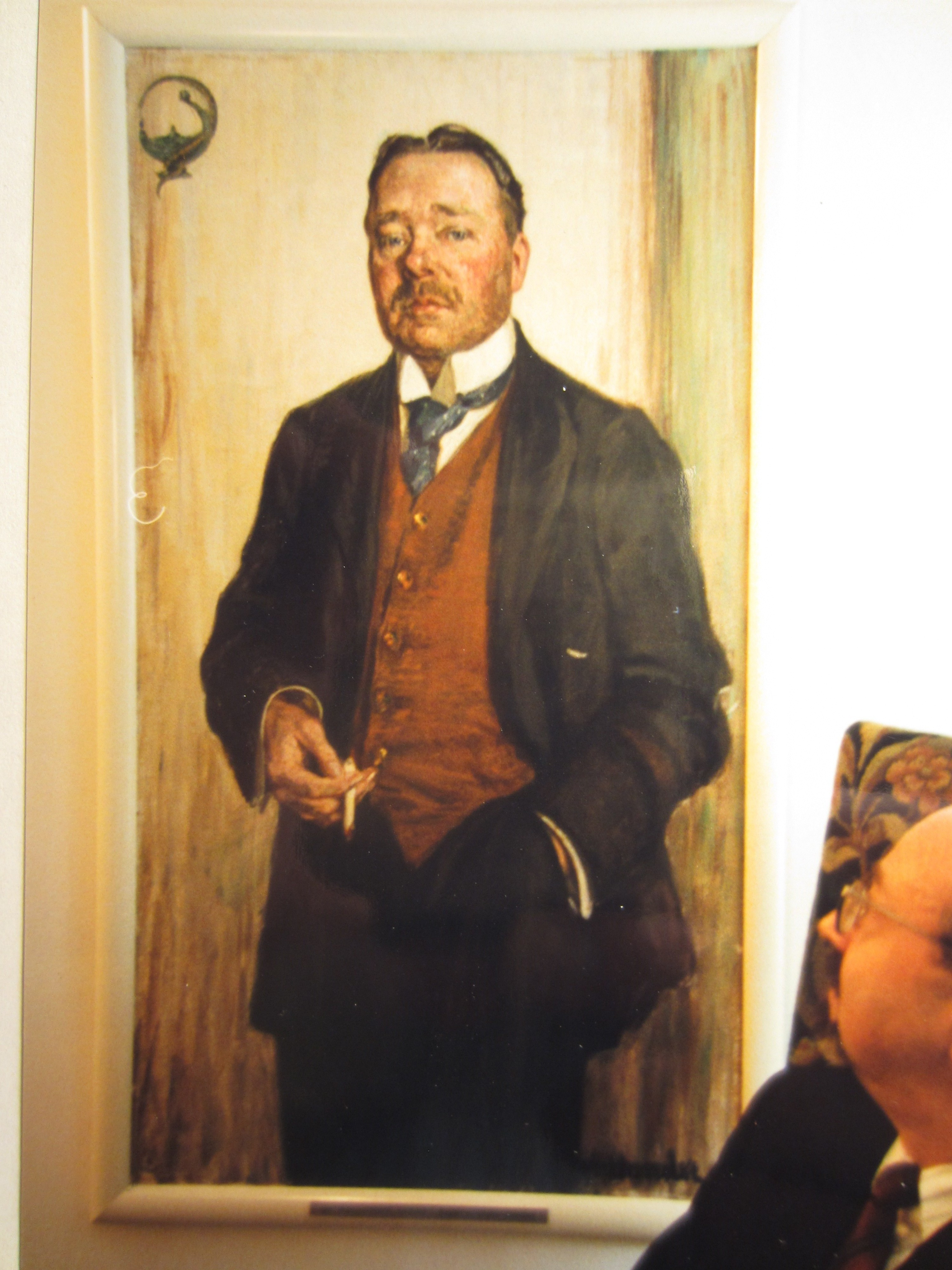
Porträtt av Hjalmar Söderberg. Målningen finns på Thielska galleriet i Stockholm. Olja på duk från 1916 av Gerda Wallander.

## Omständigheter i privatlivet
Det fanns vissa omständigheter i privatlivet, som försvårade och komplicerade tillvaron för Söderberg, för att kunna fullfölja romanprojektet under sommaren och hösten 1910. Relationen mellan Söderberg och Emelie Voss ledde till, att de väntade ett gemensamt barn på senhösten. För att sköta detta så diskret som möjligt beslöt de, att fara från Köpenhamn till södra Tyskland under juni–november 1910. Resvägen var över Travemünde, Lübeck, Magdeburg, Leipzig, Saalfeld, Nürnberg och slutligen München där man stannar under några månader. Dottern Betty Helene Eva föds i München den 6 november i ett kloster för nunnor. 
Emelies mor och en av systrarna kom ner till förlossningen. Ett par veckor senare var hela familjen tillbaka i Köpenhamn.
Under denna tidsperiod blev det inte mycket ro för att skriva på den roman, som Söderberg försökte få klar före årsskiftet. Korrespondensen med Karl Otto Bonnier ger vid handen, att romanprojektet från början skulle varit klart i maj, senare i juli, sedan i september, därefter till nyåret 1911. Under våren vill han spara den till hösten och i juni skriver han från Dragör, att han är "i god gång" med romanen. En månad senare utlovar han boken färdig i september. Då upplyser han också för första gången om titeln: Ringen med de vises sten.  
Det dröjde ända till 1927 innan den första delen av romanen kom att användas vid födelsedagshyllningen av Hasse Z.

## Tillgänglighet

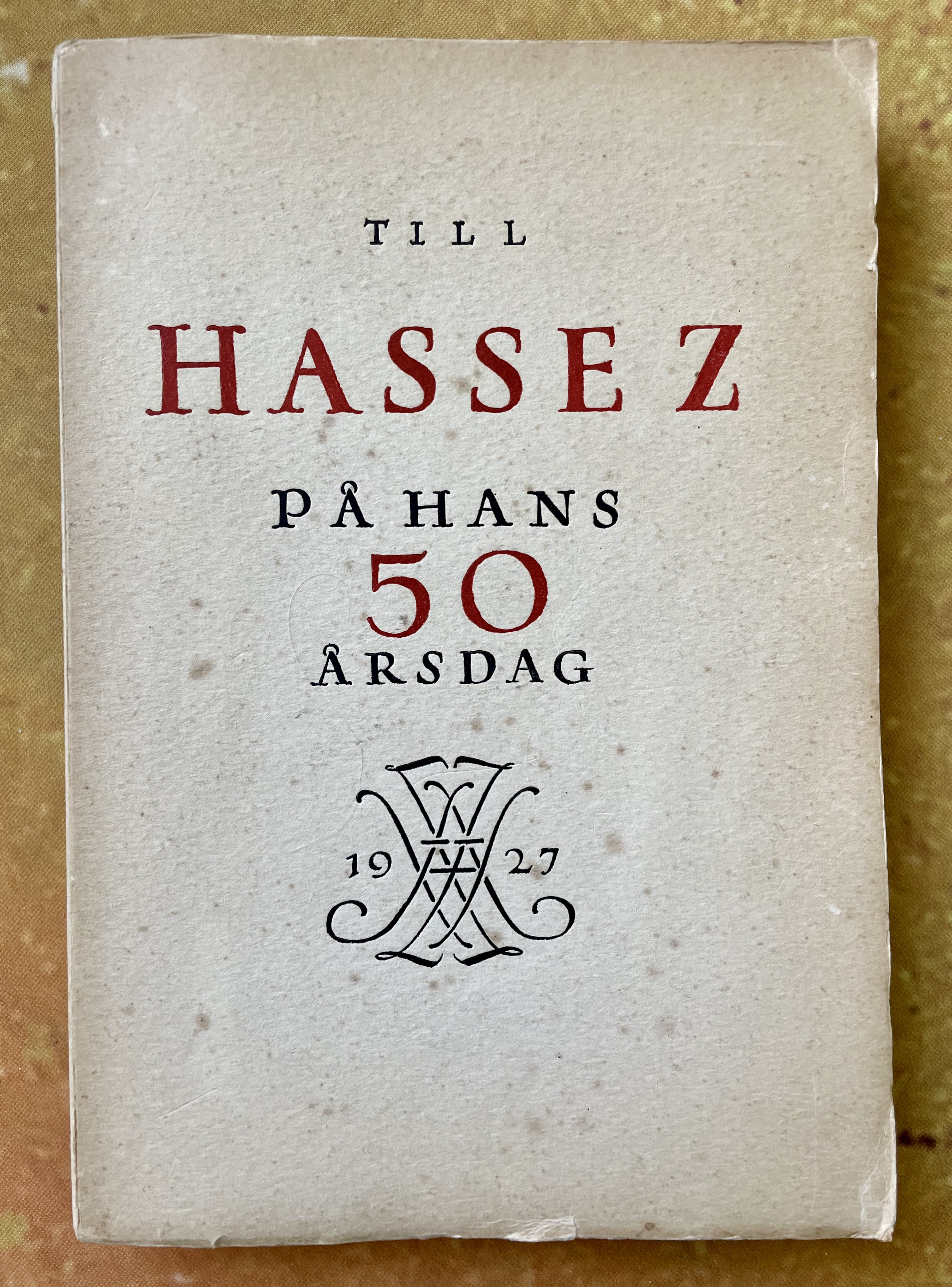
Hasse Z. 50 år, 1927.

Vid de svenska biblioteken finns flera exemplar tillgängliga av födelsedagshyllningen till Hasse Z. — exempelvis vid GUB, KB,
SSB och UUB.
Den ofullbordade romanen finns även med i samlingsvolymen Ur arkiven I. Denna volym innehåller tidigare okända texter av Söderberg liksom delar av den ofullbordade romanen.  ￼

## En kammaropera
Litteraturvetaren Elisabet Ljungar inspirerades av texten om den ofullbordade romanen på 1980-talet. Tillsammans med tonsättaren Mats Larsson Gothe utvecklade de en melodramatisk kammaropera baserad på romanfragmentet; – Ringen - en kammaroperamelodram, opera i en akt för barytonskådespelare och stråktrio med libretto av Elisabet Ljungar efter ett romanfragment av Hjalmar Söderberg. Operan hade premiär på Norrlandsoperan 2017 och fick ett positivt mottagande.